# Список видов семейства Amphinectidae
Список всех описанных видов пауков семейства Amaurobiidae на 1 ноября 2013 года.

## Altellopsis
Altellopsis Simon, 1905
- Altellopsis helveola Simon, 1905 — Аргентина

## Amaurobius
Amaurobius C. L. Koch, 1837
- Amaurobius agastus (Chamberlin, 1947) — США
- Amaurobius annulatus (Kulczynski, 1906) — Балканы
- Amaurobius antipovae Marusik & Kovblyuk, 2004 — Россия, Грузия
- Amaurobius asuncionis Mello-Leitao, 1946 — Парагвай
- Amaurobius ausobskyi Thaler & Knoflach, 1998 — Греция
- Amaurobius barbaricus Leech, 1972 — США
- Amaurobius barbarus Simon, 1911 — Алжир
- Amaurobius borealis Emerton, 1909 — США, Канада
- Amaurobius candia Thaler & Knoflach, 2002 — Крит
- Amaurobius cerberus Fage, 1931 — Испания
- Amaurobius corruptus Leech, 1972 — США
- Amaurobius crassipalpis Canestrini & Pavesi, 1870 — Германия, Швейцария, Италия
- Amaurobius cretaensis Wunderlich, 1995 — Крит
- Amaurobius deelemanae Thaler & Knoflach, 1995 — Греция, Крит
- Amaurobius diablo Leech, 1972 — США
- Amaurobius distortus Leech, 1972 — США
- Amaurobius dorotheae (Chamberlin, 1947) — США
- Amaurobius drenskii Kratochvil, 1934 — Босния и Герцеговина
- Amaurobius erberi (Keyserling, 1863) — Европа, Канарские Острова
- Amaurobius fenestralis (Strom, 1768) — Европа до Центральной Азии
- Amaurobius ferox (Walckenaer, 1830) — Голарктика
- Amaurobius festae Caporiacco, 1934 — Ливия
- Amaurobius galeritus Leech, 1972 — США
- Amaurobius geminus Thaler & Knoflach, 2002 — Крит
- Amaurobius hagiellus (Chamberlin, 1947) — США
- Amaurobius heathi (Chamberlin, 1947) — США
- Amaurobius hercegovinensis Kulczynski, 1915 — Босния и Герцеговина
- Amaurobius intermedius Leech, 1972 — США
- Amaurobius jugorum L. Koch, 1868 — Европа
- Amaurobius koponeni Marusik, Ballarin & Omelko, 2012 — Индия
- Amaurobius kratochvili Miller, 1938 — Хорватия
- Amaurobius latebrosus Simon, 1874 — Корсика
- Amaurobius latescens (Chamberlin, 1919) — США
- Amaurobius leechi Brignoli, 1983 — США
- Amaurobius lesbius Bosmans, 2011 — Греция
- Amaurobius longipes Thaler & Knoflach, 1995 — Греция
- Amaurobius mathetes (Chamberlin, 1947) — США
- Amaurobius mephisto (Chamberlin, 1947) — США
- Amaurobius minor Kulczynski, 1915 — Восточная Европа
- Amaurobius minutus Leech, 1972 — США
- Amaurobius obustus L. Koch, 1868 — Европа
- Amaurobius occidentalis Simon, 1892 — Португалия, Испания, Франция
- Amaurobius ossa Thaler & Knoflach, 1993 — Греция
- Amaurobius pallidus L. Koch, 1868 — Юго-Восточная Европа до Грузии
- Amaurobius palomar Leech, 1972 — США
- Amaurobius paon Thaler & Knoflach, 1993 — Греция
- Amaurobius pavesii Pesarini, 1991 — Италия
- Amaurobius pelops Thaler & Knoflach, 1991 — Греция
- Amaurobius phaeacus Thaler & Knoflach, 1998 — Греция
- Amaurobius prosopidus Leech, 1972 — США
- Amaurobius ruffoi Thaler, 1990 — Италия
- Amaurobius sciakyi Pesarini, 1991 — Италия
- Amaurobius scopolii Thorell, 1871 — Южная Европа
- Amaurobius similis (Blackwall, 1861) — Голарктика
- Amaurobius spominimus Taczanowski, 1866 — Польша
- Amaurobius strandi Charitonov, 1937 — Греция, Болгария, Украина
- Amaurobius tamalpais Leech, 1972 — США
- Amaurobius thoracicus Mello-Leitao, 1945 — Аргентина
- Amaurobius transversus Leech, 1972 — США
- Amaurobius triangularis Leech, 1972 — США
- Amaurobius tristis L. Koch, 1875 — Eritrea
- Amaurobius tulare Leech, 1972 — США
- Amaurobius vachoni Hubert, 1965 — Испания
- Amaurobius vexans Leech, 1972 — США
- Amaurobius yanoianus Nakatsudi, 1943 — Микронезия

## Anisacate
Anisacate Mello-Leitao, 1941
- Anisacate fragile Mello-Leitao, 1941 — Аргентина
- Anisacate fuegianum (Simon, 1884) — Чили, Аргентина
  - Anisacate fuegianum bransfieldi (Usher, 1983) — Фолклендские острова
- Anisacate tigrinum (Mello-Leitao, 1941) — Аргентина

## Arctobius
Arctobius Lehtinen, 1967
- Arctobius agelenoides (Emerton, 1919) — Голарктика

## Auhunga
Auhunga Forster & Wilton, 1973
- Auhunga pectinata Forster & Wilton, 1973 — Новая Зеландия

## Auximella
Auximella Strand, 1908
- Auximella harpagula (Simon, 1906) — Эквадор
- Auximella minensis (Mello-Leitao, 1926) — Бразилия
- Auximella producta (Chamberlin, 1916) — Перу
- Auximella spinosa (Mello-Leitao, 1926) — Бразилия
- Auximella subdifficilis (Mello-Leitao, 1920) — Бразилия
- Auximella typica Strand, 1908 — Перу

## Bakala
Bakala Davies, 1990
- Bakala episinoides Davies, 1990 — Квинсленд

## Callevopsis
Callevopsis Tullgren, 1902
- Callevopsis striata Tullgren, 1902 — Чили, Аргентина

## Callobius
Callobius Chamberlin, 1947
- Callobius angelus (Chamberlin & Ivie, 1947) — США
- Callobius arizonicus (Chamberlin & Ivie, 1947) — США, Мексика
- Callobius bennetti (Blackwall, 1846) — США, Канада
- Callobius canada (Chamberlin & Ivie, 1947) — США, Канада
- Callobius claustrarius (Hahn, 1833) — Палеарктика
  - Callobius claustrarius balcanicus (Drensky, 1940) — Болгария
- Callobius deces (Chamberlin & Ivie, 1947) — США
- Callobius enus (Chamberlin & Ivie, 1947) — США, Канада
- Callobius gertschi Leech, 1972 — США
- Callobius guachama Leech, 1972 — США
- Callobius hokkaido Leech, 1971 — Россия, Япония
- Callobius hyonasus Leech, 1972 — США
- Callobius kamelus (Chamberlin & Ivie, 1947) — США
- Callobius klamath Leech, 1972 — США
- Callobius koreanus (Paik, 1966) — Корея
- Callobius manzanita Leech, 1972 — США
- Callobius nevadensis (Simon, 1884) — США
- Callobius nomeus (Chamberlin, 1919) — США, Канада
- Callobius olympus (Chamberlin & Ivie, 1947) — США
- Callobius panther Leech, 1972 — США
- Callobius paskenta Leech, 1972 — США
- Callobius pauculus Leech, 1972 — США
- Callobius paynei Leech, 1972 — США
- Callobius pictus (Simon, 1884) — США, Канада, Аляска
- Callobius rothi Leech, 1972 — США
- Callobius severus (Simon, 1884) — США, Канада
- Callobius sierra Leech, 1972 — США
- Callobius tamarus (Chamberlin & Ivie, 1947) — США
- Callobius tehama Leech, 1972 — США
- Callobius woljeongensis Kim & Ye, 2013 — Корея
- Callobius yakushimensis Okumura, 2010 — Япония

## Cavernocymbium
Cavernocymbium Ubick, 2005
- Cavernocymbium prentoglei Ubick, 2005 — США
- Cavernocymbium vetteri Ubick, 2005 — США

## Chresiona
Chresiona Simon, 1903
- Chresiona convexa Simon, 1903 — Южная Африка
- Chresiona invalida (Simon, 1898) — Южная Африка
- Chresiona nigrosignata Simon, 1903 — Южная Африка

## Ciniflella
Ciniflella Mello-Leitao, 1921
- Ciniflella lutea Mello-Leitao, 1921 — Бразилия

## Cybaeopsis
Cybaeopsis Strand, 1907
- Cybaeopsis armipotens (Bishop & Crosby, 1926) — США
- Cybaeopsis euopla (Bishop & Crosby, 1935) — США, Канада
- Cybaeopsis hoplites (Bishop & Crosby, 1926) — США
- Cybaeopsis hoplomacha (Bishop & Crosby, 1926) — США
- Cybaeopsis macaria (Chamberlin, 1947) — США
- Cybaeopsis pantopla (Bishop & Crosby, 1935) — США
- Cybaeopsis spenceri (Leech, 1972) — США
- Cybaeopsis tibialis (Emerton, 1888) — США, Канада
- Cybaeopsis typica Strand, 1907 — Россия, Япония
- Cybaeopsis wabritaska (Leech, 1972) — США, Канада, Аляска

## Dardurus
Dardurus Davies, 1976
- Dardurus agrestis Davies, 1976 — Квинсленд
- Dardurus nemoralis Davies, 1976 — Квинсленд
- Dardurus saltuosus Davies, 1976 — Новый Южный Уэльс
- Dardurus silvaticus Davies, 1976 — Квинсленд
- Dardurus spinipes Davies, 1976 — Квинсленд
- Dardurus tamborinensis Davies, 1976 — Квинсленд

## Daviesa
Daviesa Kocak & Kemal, 2008
- Daviesa gallonae (Davies, 1993) — Квинсленд
- Daviesa lubinae (Davies, 1993) — Квинсленд

## Emmenomma
Emmenomma Simon, 1884
- Emmenomma beauchenicum Usher, 1983 — Фолклендские острова
- Emmenomma oculatum Simon, 1884 — Чили, Аргентина, Фолклендские острова

## Hicanodon
Hicanodon Tullgren, 1901
- Hicanodon cinerea Tullgren, 1901 — Чили, Аргентина

## Himalmartensus
Himalmartensus Wang & Zhu, 2008
- Himalmartensus ausobskyi Wang & Zhu, 2008 — Непал
- Himalmartensus martensi Wang & Zhu, 2008 — Непал
- Himalmartensus nepalensis Wang & Zhu, 2008 — Непал

## Jamara
Jamara Davies, 1995
- Jamara pisinna Davies, 1995 — Квинсленд

## Livius
Livius Roth, 1967
- Livius macrospinus Roth, 1967 — Чили

## Macrobunus
Macrobunus Tullgren, 1901
- Macrobunus backhauseni (Simon, 1896) — Чили, Аргентина
- Macrobunus caffer (Simon, 1898) — Южная Африка
- Macrobunus chilensis (Simon, 1889) — Чили
- Macrobunus madrynensis (Tullgren, 1901) — Аргентина
- Macrobunus multidentatus (Tullgren, 1902) — Чили

## Maloides
Maloides Forster & Wilton, 1989
- Maloides cavernicola (Forster & Wilton, 1973) — Новая Зеландия

## Manjala
Manjala Davies, 1990
- Manjala pallida Davies, 1990 — Квинсленд
- Manjala plana Davies, 1990 — Квинсленд
- Manjala spinosa Davies, 1990 — Квинсленд

## Midgee
Midgee Davies, 1995
- Midgee alta Davies, 1995 — Квинсленд
- Midgee bellendenker Davies, 1995 — Квинсленд
- Midgee binnaburra Davies, 1995 — Квинсленд
- Midgee littlei Davies, 1995 — Квинсленд
- Midgee minuta Davies, 1995 — Квинсленд
- Midgee monteithi Davies, 1995 — Квинсленд
- Midgee parva Davies, 1995 — Новый Южный Уэльс
- Midgee pumila Davies, 1995 — Квинсленд
- Midgee thompsoni Davies, 1995 — Квинсленд

## Muritaia
Muritaia Forster & Wilton, 1973
- Muritaia kaituna Forster & Wilton, 1973 — Новая Зеландия
- Muritaia longispinata Forster & Wilton, 1973 — Новая Зеландия
- Muritaia orientalis Forster & Wilton, 1973 — Новая Зеландия
- Muritaia parabusa Forster & Wilton, 1973 — Новая Зеландия
- Muritaia suba Forster & Wilton, 1973 — Новая Зеландия

## Naevius
Naevius Roth, 1967
- Naevius calilegua Compagnucci & Ramirez, 2000 — Аргентина
- Naevius manu Brescovit & Bonaldo, 1996 — Перу
- Naevius varius (Keyserling, 1879) — Перу
- Naevius zongo Brescovit & Bonaldo, 1996 — Боливия

## Neoporteria
Neoporteria Mello-Leitao, 1943
- Neoporteria annulata Roth, 1967 — Чили
- Neoporteria pracellans Mello-Leitao, 1943 — Чили

## Neuquenia
Neuquenia Mello-Leitao, 1940
- Neuquenia pallida Mello-Leitao, 1940 — Аргентина
- Neuquenia paupercula (Simon, 1905) — Аргентина

## Obatala
Obatala Lehtinen, 1967
- Obatala armata Lehtinen, 1967 — Южная Африка

## Otira
Otira Forster & Wilton, 1973
- Otira canasta Forster & Wilton, 1973 — Новая Зеландия
- Otira indura Forster & Wilton, 1973 — Новая Зеландия
- Otira liana Forster & Wilton, 1973 — Новая Зеландия
- Otira parva Forster & Wilton, 1973 — Новая Зеландия
- Otira satura Forster & Wilton, 1973 — Новая Зеландия
- Otira terricola Forster & Wilton, 1973 — Новая Зеландия

## Ovtchinnikovia
Ovtchinnikovia Marusik, Kovblyuk & Ponomarev, 2010
- Ovtchinnikovia caucasica Marusik, Kovblyuk & Ponomarev, 2010 — Россия

## Oztira
Oztira Milledge, 2011
- Oztira affinis (Hickman, 1981) — Тасмания
- Oztira aquilonaria (Davies, 1986) — Квинсленд
- Oztira kroombit Milledge, 2011 — Квинсленд
- Oztira summa (Davies, 1986) — Квинсленд

## Pakeha
Pakeha Forster & Wilton, 1973
- Pakeha buechlerae Forster & Wilton, 1973 — Новая Зеландия
- Pakeha duplex Forster & Wilton, 1973 — Новая Зеландия
- Pakeha hiloa Forster & Wilton, 1973 — Новая Зеландия
- Pakeha inornata Forster & Wilton, 1973 — Новая Зеландия
- Pakeha insignita Forster & Wilton, 1973 — Новая Зеландия
- Pakeha kirki (Hogg, 1909) — Snares Islands
- Pakeha lobata Forster & Wilton, 1973 — Новая Зеландия
- Pakeha manapouri Forster & Wilton, 1973 — Новая Зеландия
- Pakeha maxima Forster & Wilton, 1973 — Новая Зеландия
- Pakeha media Forster & Wilton, 1973 — Новая Зеландия
- Pakeha minima Forster & Wilton, 1973 — Новая Зеландия
- Pakeha paratecta Forster & Wilton, 1973 — Новая Зеландия
- Pakeha parrotti Forster & Wilton, 1973 — Новая Зеландия
- Pakeha protecta Forster & Wilton, 1973 — Новая Зеландия
- Pakeha pula Forster & Wilton, 1973 — Новая Зеландия
- Pakeha stewartia Forster & Wilton, 1973 — Новая Зеландия
- Pakeha subtecta Forster & Wilton, 1973 — Новая Зеландия
- Pakeha tecta Forster & Wilton, 1973 — Новая Зеландия

## Paravoca
Paravoca Forster & Wilton, 1973
- Paravoca opaca Forster & Wilton, 1973 — Новая Зеландия
- Paravoca otagoensis Forster & Wilton, 1973 — Новая Зеландия

## Parazanomys
Parazanomys Ubick, 2005
- Parazanomys thyasionnes Ubick, 2005 — США

## Pimus
Pimus Chamberlin, 1947
- Pimus desiccatus Leech, 1972 — США
- Pimus eldorado Leech, 1972 — США
- Pimus fractus (Chamberlin, 1920) — США
- Pimus hesperellus Chamberlin, 1947 — США
- Pimus iviei Leech, 1972 — США
- Pimus leucus Chamberlin, 1947 — США
- Pimus napa Leech, 1972 — США
- Pimus nawtawaketus Leech, 1972 — США
- Pimus pitus Chamberlin, 1947 — США
- Pimus salemensis Leech, 1972 — США

## Poaka
Poaka Forster & Wilton, 1973
- Poaka graminicola Forster & Wilton, 1973 — Новая Зеландия

## Pseudauximus
Pseudauximus Simon, 1902
- Pseudauximus annulatus Purcell, 1908 — Южная Африка
- Pseudauximus pallidus Purcell, 1903 — Южная Африка
- Pseudauximus reticulatus Simon, 1902 — Южная Африка

## Retiro
Retiro Mello-Leitao, 1915
- Retiro crinitus (Simon, 1893) — Венесуэла
- Retiro fulvipes (Simon, 1906) — Эквадор
- Retiro granadensis (Keyserling, 1878) — Колумбия
- Retiro gratus (Bryant, 1948) — Гаити
- Retiro lanceolatus (Vellard, 1924) — Бразилия
- Retiro maculatus Mello-Leitao, 1915 — Бразилия
- Retiro nigronotatus Mello-Leitao, 1947 — Бразилия
- Retiro plagiatus (Simon, 1893) — Венесуэла
- Retiro procerulus (Simon, 1906) — Эквадор
- Retiro quitensis (Simon, 1906) — Эквадор
- Retiro rhombifer (Simon, 1906) — Эквадор
- Retiro roberti (Reimoser, 1939) — Коста-Рика

## Rhoicinaria
Rhoicinaria Exline, 1950
- Rhoicinaria maculata (Keyserling, 1878) — Колумбия
- Rhoicinaria rorerae Exline, 1950 — Эквадор

## Rubrius
Rubrius Simon, 1887
- Rubrius annulatus F. O. P.-Cambridge, 1899 — Чили
- Rubrius antarcticus (Karsch, 1880) — Чили, Аргентина
- Rubrius castaneifrons (Simon, 1884) — Чили
- Rubrius lineatus Roth, 1967 — Чили
- Rubrius major (Simon, 1904) — Чили
- Rubrius scottae Mello-Leitao, 1940 — Аргентина
- Rubrius ululus Roth, 1967 — Чили

## Storenosoma
Storenosoma Hogg, 1900
- Storenosoma altum Davies, 1986 — Квинсленд, Новый Южный Уэльс
- Storenosoma bifidum Milledge, 2011 — Виктория
- Storenosoma bondi Milledge, 2011 — Новый Южный Уэльс
- Storenosoma forsteri Milledge, 2011 — Новый Южный Уэльс, Австралияn Capital Territory
- Storenosoma grayi Milledge, 2011 — Новый Южный Уэльс
- Storenosoma grossum Milledge, 2011 — Виктория
- Storenosoma hoggi (Roewer, 1942) — Новый Южный Уэльс, Виктория
- Storenosoma picadilly Milledge, 2011 — Новый Южный Уэльс, Австралияn Capital Territory
- Storenosoma smithae Milledge, 2011 — Новый Южный Уэльс
- Storenosoma supernum Davies, 1986 — Квинсленд, Новый Южный Уэльс
- Storenosoma tasmaniensis Milledge, 2011 — Тасмания
- Storenosoma terraneum Davies, 1986 — от Квинсленда до Виктории
- Storenosoma victoria Milledge, 2011 — Виктория

## Taira
Taira Lehtinen, 1967
- Taira cangshan Zhang, Zhu & Song, 2008 — Китай
- Taira concava Zhang, Zhu & Song, 2008 — Китай
- Taira decorata (Yin & Bao, 2001) — Китай
- Taira flavidorsalis (Yaginuma, 1964) — Япония
- Taira latilabiata Zhang, Zhu & Song, 2008 — Китай
- Taira liboensis Zhu, Chen & Zhang, 2004 — Китай
- Taira obtusa Zhang, Zhu & Song, 2008 — Китай
- Taira qiuae Wang, Jager & Zhang, 2010 — Китай
- Taira sichuanensis Wang, Jager & Zhang, 2010 — Китай
- Taira sulciformis Zhang, Zhu & Song, 2008 — Китай
- Taira zhui Wang, Jager & Zhang, 2010 — Китай

## Tugana
Tugana Chamberlin, 1948
- Tugana cavatica (Bryant, 1940) — Куба
- Tugana crassa (Bryant, 1948) — Гаити
- Tugana cudina Alayon, 1992 — Куба
- Tugana infumata (Bryant, 1948) — Гаити

## Tymbira
Tymbira Mello-Leitao, 1944
- Tymbira brunnea Mello-Leitao, 1944 — Аргентина

## Urepus
Urepus Roth, 1967
- Urepus rossi Roth, 1967 — Перу

## Virgilus
Virgilus Roth, 1967
- Virgilus normalis Roth, 1967 — Эквадор

## Wabarra
Wabarra Davies, 1996
- Wabarra caverna Davies, 1996 — Квинсленд
- Wabarra pallida Davies, 1996 — Квинсленд

## Waitetola
Waitetola Forster & Wilton, 1973
- Waitetola huttoni Forster & Wilton, 1973 — Новая Зеландия

## Yacolla
Yacolla Lehtinen, 1967
- Yacolla pikelinae Lehtinen, 1967 — Бразилия

## Yupanquia
Yupanquia Lehtinen, 1967
- Yupanquia schiapelliae Lehtinen, 1967 — Аргентина

## Zanomys
Zanomys Chamberlin, 1948
- Zanomys aquilonia Leech, 1972 — США, Канада
- Zanomys californica (Banks, 1904) — США
- Zanomys feminina Leech, 1972 — США
- Zanomys hesperia Leech, 1972 — США
- Zanomys kaiba Chamberlin, 1948 — США
- Zanomys ochra Leech, 1972 — США
- Zanomys sagittaria Leech, 1972 — США
- Zanomys ultima Leech, 1972 — США